# صنایع ابسکو
صنایع ابسکو (انگلیسی: EBSCO Industries) یک شرکت آمریکایی است که مرکز آن در بیرمنگام، آلاباما قرار دارد. این شرکت در سال ۱۹۴۴ بوسیلهٔ التون بریسون استفنز اس آر بنیان‌گذاری شده است. ابسکو سر واژهٔ کلمات شرکت التون بریسون استفنز می‌باشد.